# Александровка (Лопатинська сільрада)
Александровка (рос. Александровка) — село в Лукояновському районі Нижньогородської області Російської Федерації.
Населення становить 67 осіб. Входить до складу муніципального утворення Лопатинська сільрада.

## Історія
Від 2009 року входить до складу муніципального утворення Лопатинська сільрада.

## Населення
| 2002 | 2010 |
| ---- | ---- |
| 88   | ↘67  |